# Kalwaria Zebrzydowska
Kalwaria Zebrzydowska je město v jižním Polsku v Malopolském vojvodství v okrese Wadowice. V roce 2024 zde žilo 4 300 obyvatel.
Město je pojmenováno podle tamějšího náboženského komplexu (kalvárie) založeného 1. prosince 1602 panovníkem Krakova Mikołajem Zebrzydowskim. Komplex s názvem Sanktuarium pasyjno-maryjne w Kalwarii Zebrzydowskiej byl v roce 1999 přidán na seznam světového dědictví UNESCO.

## Historie
Město Zebrzydów bylo založeno v roce 1617. Hlavním důvodem vzniku města bylo poskytnutí ubytování vzrůstajícímu počtu poutníků navštěvujících náboženský komplex. Práva města byla rozšířena a město bylo přemapováno Janem Zebrzydowskim v roce 1640. Město získalo i nový název, a to Nowy Zebrzydów. Kolem roku 1715 zasáhl město obrovský požár, ale město bylo následně přestavěno tehdejším majitelem Józefem Czartoryskim. Palác rodiny Czartoryski byl postaven v letech 1729–1731 (v 80. letech 20. století byl pak přeměněn na současný seminář). Při prvním dělení Polska v roce 1772 bylo město připojeno k Habsburskému Rakouskému císařství.
Později bylo městečko přejmenováno na Kalwaria. V roce 1887 se jeho majitelem stal Jan Kanty Brandys a kolem roku 1890 se poprvé objevuje jméno Kalwaria Zebrzydowska. V roce 1896 ztratilo město svoje práva kvůli rozhodnutí vládnoucích rakouských orgánů. Stavba kostela sv. Josefa začala v roce 1905. Soudní pravomoc byla navrácena městu po první světové válce roku 1918. Městská práva byla obnovena v roce 1934 rozhodnutím polské vlády. Po druhé světové válce ekonomický rozvoj města závisel především na rozšíření dřevařského průmyslu a výrobě nábytku. Stejně tak důležité byl pro město vzrůstající počet poutníků.

## Doprava
Středem města vede rušná státní silnice č. 52, spojující Bílsko-Bělou s Krakovem (v budoucnu má být postaven obchvat). Na východě města leží železniční stanice hlavní trati 135 Krakov – Zakopane s názvem Kalwaria Zebrzydowska Lanckorona, kde zastavuje i část rychlíků a expresů. Odbočuje odtud méně frekventovaná trať na Wadowice a Bílsko, na níž leží také téměř nevyužívaná zastávka Kalwaria Zebrzydowska.

## Partnerská města
- Hameln, Německo
- Levoča, Slovensko

## Fotogalerie

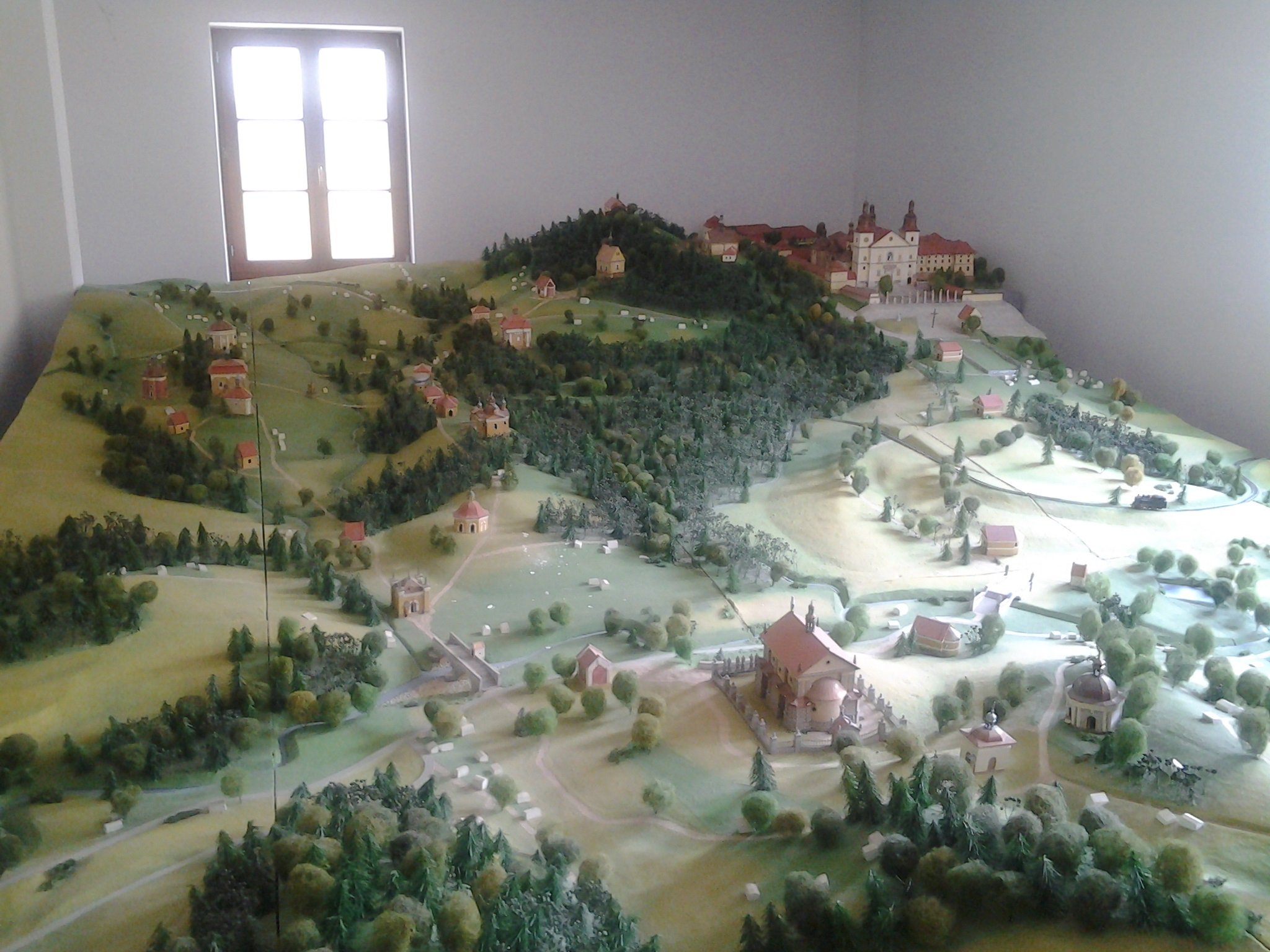
Model ukazující polohu sakrálních staveb v krajině v okolí města
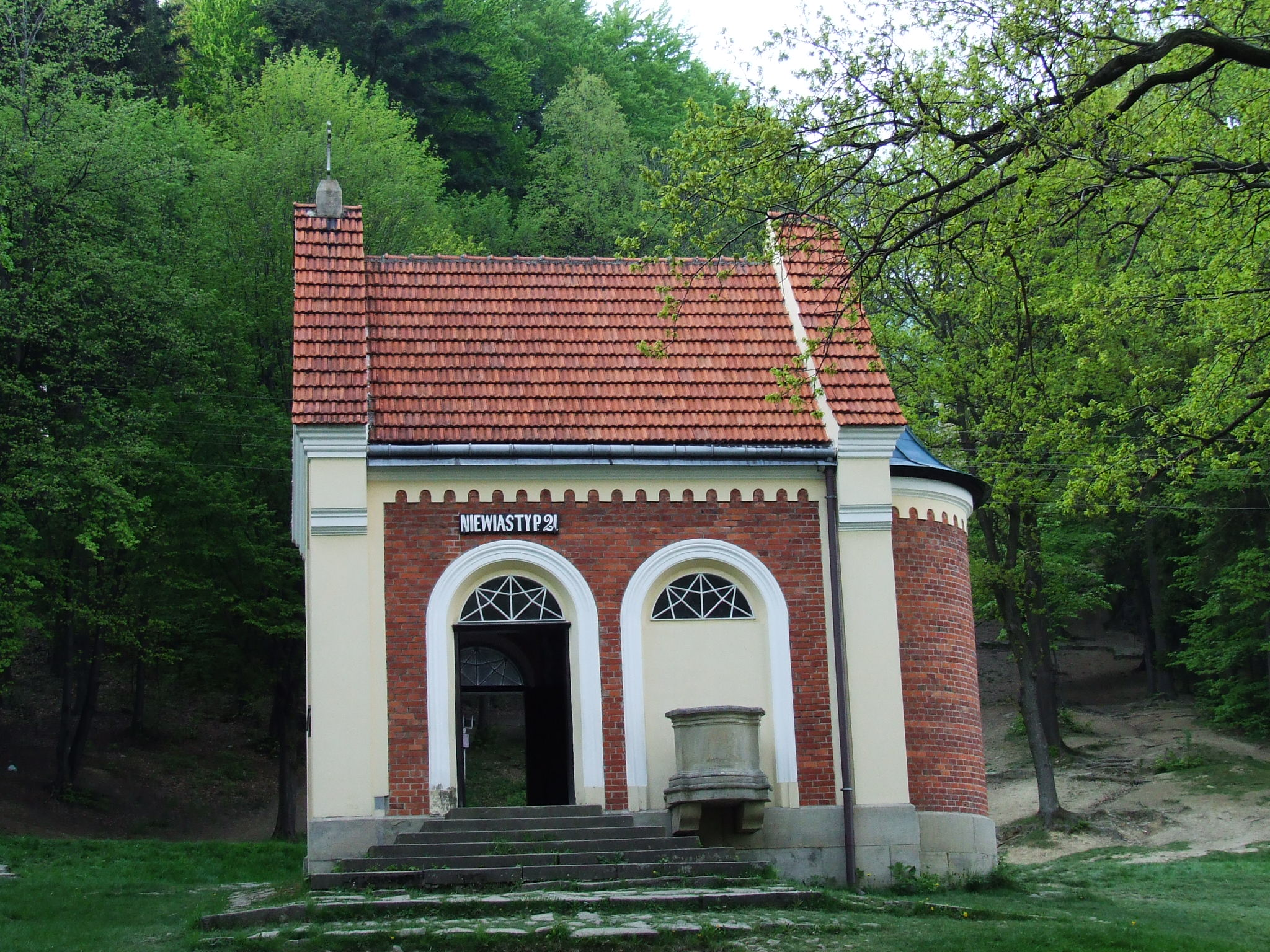
Jedna z kaplí v okolí centra města
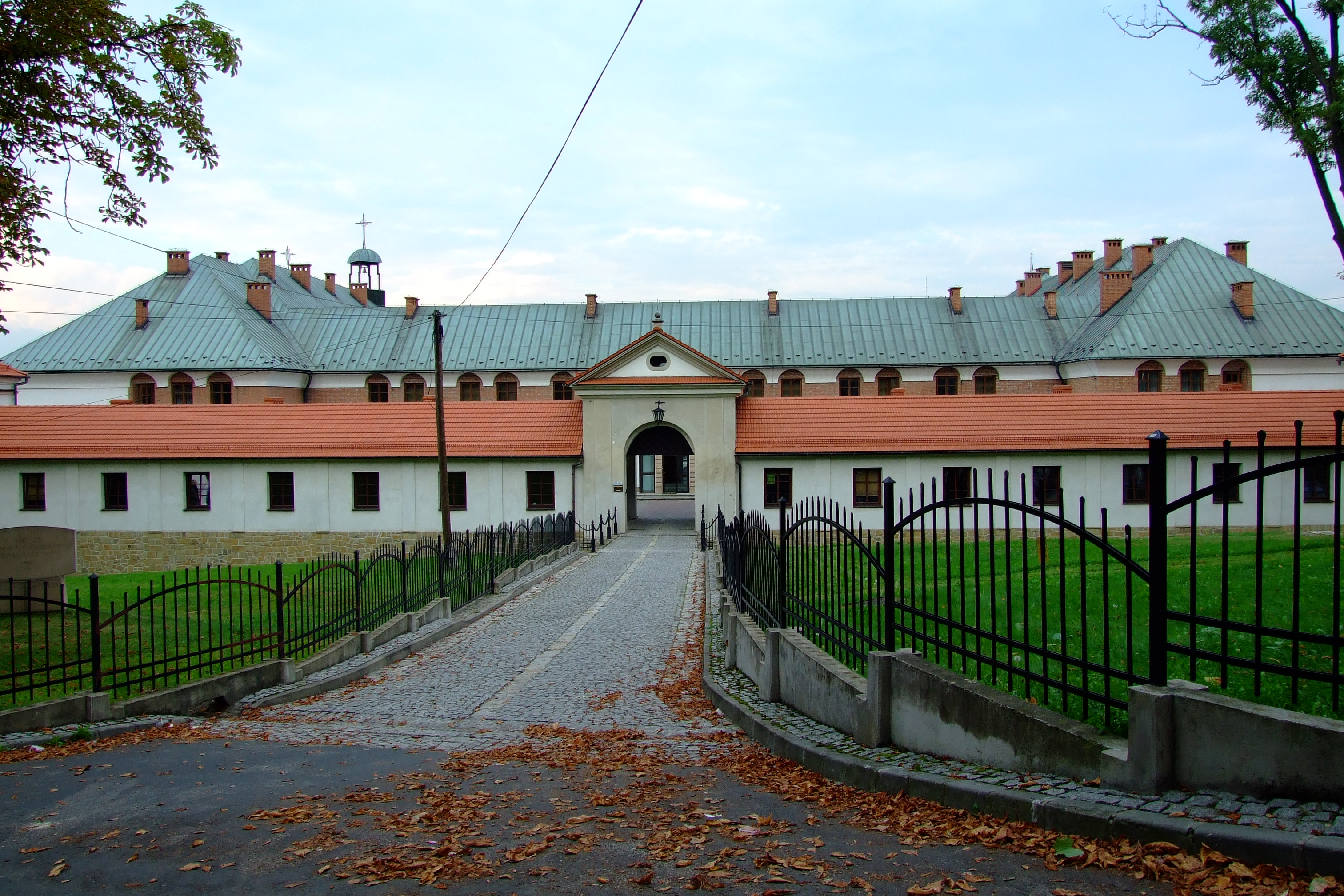
Zdejší klášter
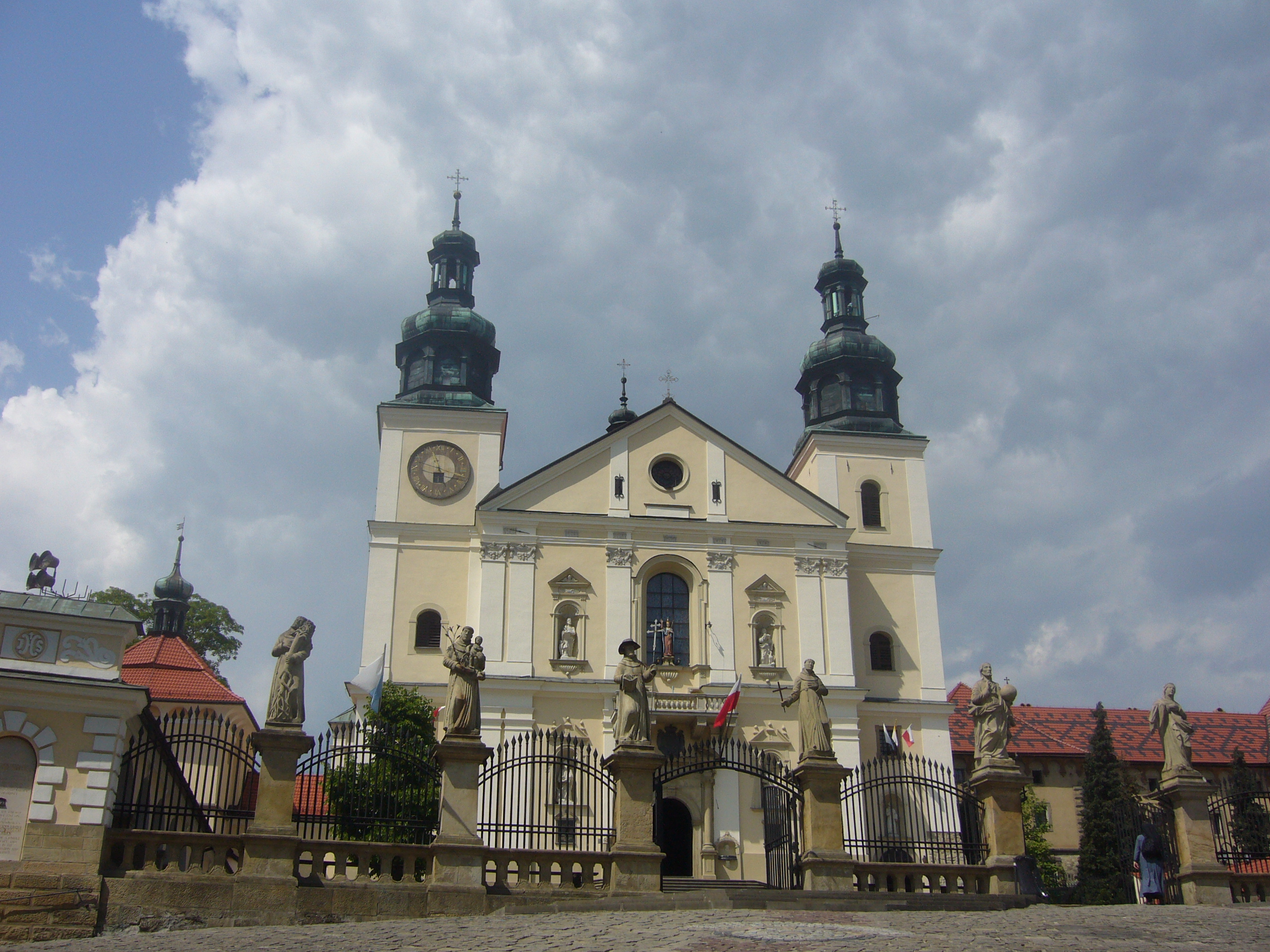
Bazilika Panny Marie
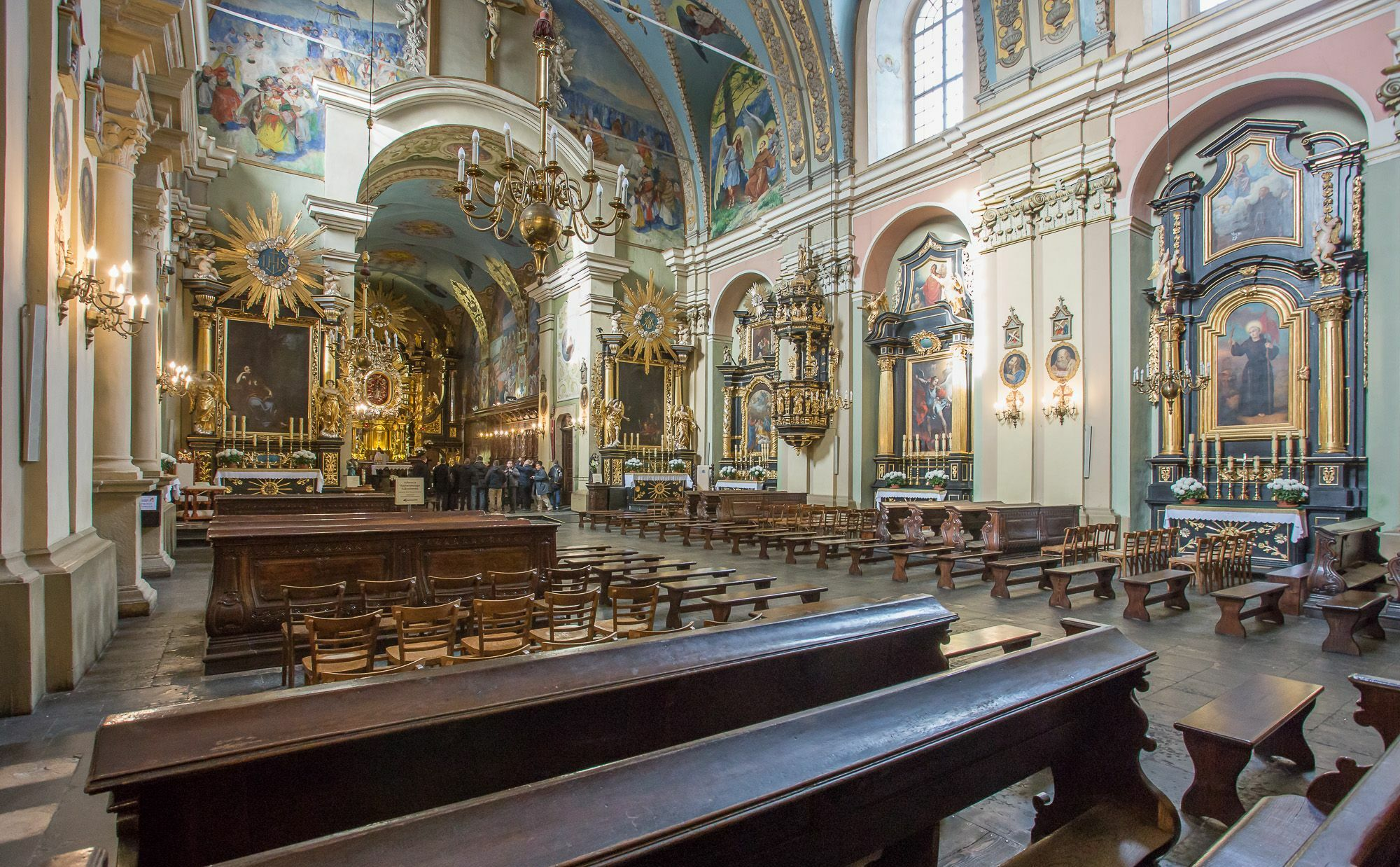
Interiér baziliky